# Териология
Териоло́гия (от др.-греч. θηρίον ‘зверь’ и λόγος ‘учение, слово’; синонимы: маммоло́гия, маммалиоло́гия, маммало́гия) — раздел зоологии, изучающий млекопитающих (класс Mammalia). Термин «териология» применяется преимущественно в русскоязычной зоологической литературе; предложен он был зоологом С. И. Огнёвым в 1928 году. Субдисциплины териологии, связанные с изучением отдельных групп млекопитающих, как правило, не имеют устоявшихся собственных названий, за исключением приматологии (primatology — изучение приматов), а в западной литературе также и цетологии (cetology — изучение китообразных).

## Разделы териологии
- иппология (гиппология) — наука о лошадях [5]
- цетология — наука о китообразных (киты, дельфины)
- приматология — наука о приматах (обезьяны, лемуры)
- родентология — наука о грызунах (мыши, крысы, хомяки, бобры)
- микротериология — наука о мелких млекопитающих (грызуны и насекомоядные)
- хироптерология — наука о рукокрылых (летучие мыши, крыланы)

## Близкие разделы
- кинология — наука и практика разведения собак
- фелинология — наука и практика разведения кошек

## Общества
- International Federation of Mammalogists (бывшая секция IUBS Section of Mammalogy). Основано в 1974 году как Section of Theriology (Mammalogy) при International Union of Biological Sciences (IUBS). В 2006 году преобразовано в International Federation of Mammalogists под эгидой IUBS.
- В России существует Териологическое общество при РАН (ранее Всесоюзное териологическое общество при АН СССР, создано в январе 1973 года), объединяющее учёных и практиков, работающих в области изучения, охраны и практического использования млекопитающих.
- Украинское териологическое общество (Українське Теріологічне Товариство НАН України)
- The American Society of Mammalogists (США) . Основано в 1919 г.
- The Society for Marine Mammalogy (США, University of Central Florida) . Основано в 1981 г.
- Sociedade Brasileira de Mastozoologia (Бразилия)
- Mastozoologia, Universidade Federal do Espírito Santo (Бразилия)

## Конгрессы
- I Международный териологический конгресс, Москва, СССР, 1974
- II Международный териологический конгресс, Брно, Чехословакия, 1978
- III Международный териологический конгресс, Хельсинки, Финляндия, 1982
- IV Международный териологический конгресс, Эдмонтон, Канада, 1985
- V Международный териологический конгресс, Рим, Италия, 1989
- VI Международный териологический конгресс, Сидней, Австралия, 1993
- VII Международный териологический конгресс, Акапулько, Мексика, 1997
- VIII Международный териологический конгресс, Сан-Сити, ЮАР, 2001
- IX Международный маммалогический (бывший териологический) конгресс, Саппоро, Япония, 2005 — , ,
- X Международный конгресс, Аргентина, 2009

## Институты
- The Mammal Research Institute at the University of Pretoria (ЮАР, Претория).

## Лаборатории
- Лаборатория териологии ЗИН РАН (Санкт-Петербург). Отделение териологии (млекопитающих) основанное в 1917 г. как подразделение в Отделе наземных позвоночных, с 1968 г. существует как самостоятельная лаборатория.
- Лаборатория териологии при кафедре зоологии позвоночных Московского государственного университета им. М. В. Ломоносова (Москва). .
- Секция териологии Зоологического музея Московского государственного университета им. М. В. Ломоносова (Москва). Был образован в 1932 г.: в то время это была лаборатория (позже переименованная в секцию, затем в отдел) в составе научно-систематического отделения музея. .
- Лаборатория млекопитающих Палеонтологического института РАН (Москва). .
- Лаборатория териологии Института систематики и экологии животных СО РАН (Новосибирск).
- Лаборатория териологии Биолого-почвенного института ДВО РАН (Владивосток). Была создана в 1962 г. и называлась Зоологии позвоночных животных. С 1989 г. — лаборатория Териологии, с 1992 г. — Зоологии позвоночных, с 1994 г. — Териологии.
- Лаборатория териологии Института зоологии АН Республики Узбекистан (Ташкент). Основана в 1950 г.
- Лаборатория териологии Института зоологии АН Республики Беларусь (Минск).
- Лаборатория териологии Института зоологии АН Республики Казахстан (Алма-Ата). Ранее: лаб. млекопитающих
- Лаборатория териологии Института зоологии Национальной АН Азербайджана (Баку).  (недоступная ссылка)

## Журналы
- Journal of Mammalogy[англ.] (США) импакт-фактор 2.308
- Mammal Review[англ.] импакт-фактор 3.919
- Mammal Research[пол.] (Польша) ранее Acta Theriologica
- Mammalian Biology[нем.] (нем. Zeitschrift für Säugetierkunde ФРГ)
- Australian Mammalogy (Австралия)
- Mastozoología neotropical[исп.] (Аргентина)
- Mammalian Species[англ.]
- Журнал палеонтологии позвоночных (Journal of Vertebrate Paleontology США)
- Русский Териологический Журнал (Russian Journal of Theriology  Россия)
- Mammalia  (Франция)
- Acta Chiropterologica  (Польша)
- Mammal Study (Япония)
- Acta Theriologica Sinica (Китай)